# March, Breisgau-Hochschwarzwald
March là một đô thị trong huyện Breisgau-Hochschwarzwald bang Baden-Württemberg phía nam nước Đức. Đô thị March, Breisgau-Hochschwarzwald, có diện tích 17,78 km², dân số thời điểm 31 tháng 12 năm 2020 là 9275 người.